# 威廉·D·马修
威廉·D·马修（1871年2月19日—1930年9月24日）是一位加拿大古生物学家，从事灵长类和其它哺乳动物化石研究，曾担任美國自然史博物館策展人和加利福尼亞大學柏克萊分校的古生物学博物馆馆长。